# Marsilio Editori
Marsilio Editori est une maison d'édition italienne dont le siège est à Venise.

## Histoire
Marsilio Editori a été fondée à Padoue le 23 février 1961 par Giulio Felisari, Toni Negri, Paolo Ceccarelli et Giorgio Tinazzi. Le nom est un hommage à  Marsilio da Padova, philosophe, penseur et juriste gibelin du XIVe siècle.
En 1965, avec l'entrée de Cesare et Gianni De Michelis dans le capital de la société, elle devient une société anonyme. 
Son édition traite majoritairement de sociologie, de questions politiques et de fiction. En 1985, elle fusionne avec Albrizzi, une petite maison d'édition vénitienne spécialisée dans production de sujets vénitiens. son choix éditorial concerne les secteurs de fiction contemporaine, classiques, grands livres illustrés, catalogues d'art, périodiques. De 2000 à 2016, elle fait partie du groupe d'édition RCS MediaGroup puis est rachetée par une société de la famille De Michelis, qui vend ses actions à  Feltrinelli en 2017.